# Pina Bausch

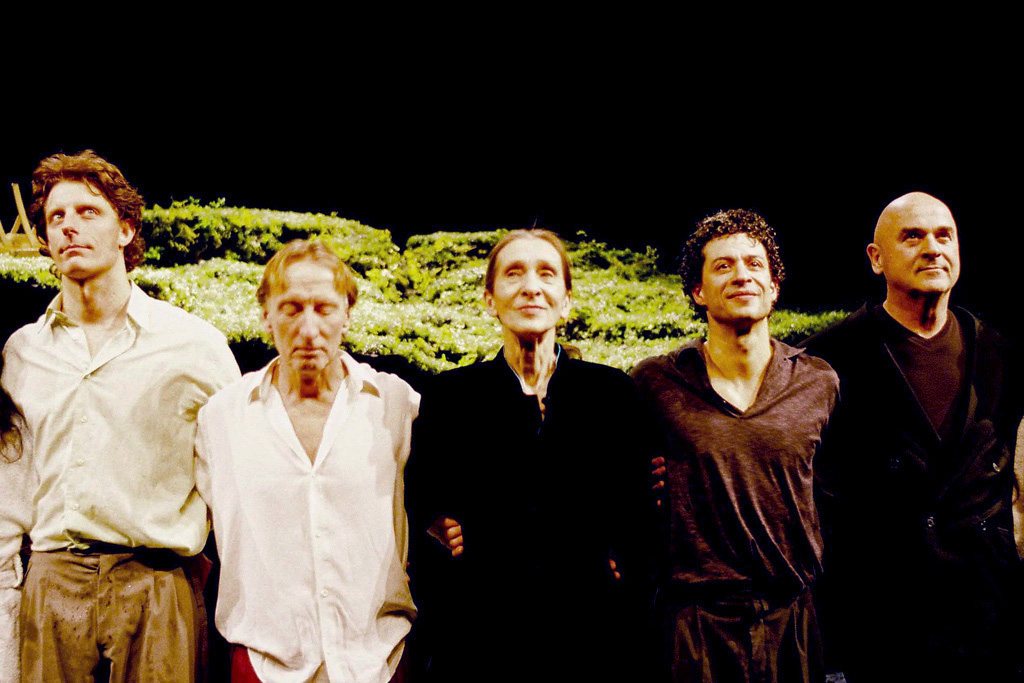
Pina Bausch (centru) împreună cu membri ai ansamblului de la Wuppertal, 30 ianuarie 2009

Pina Bausch (n. 27 iulie 1940, Solingen, Germania – d. 30 iunie 2009, Wuppertal, Germania) a fost o coregrafă și dansatoare germană. Este considerată o reprezentantă de primă mărime a școlii germane de balet și o importantă inovatoare a dansului modern din a doua jumătate a secolului al XX-lea.

## Biografie
Pina Bausch a studiat baletul la Facultatea Folkwang din Essen și la Juilliard School of Music din New York. La începutul carierei ea a dansat în ansamblurile „New American Ballet”, „Metropolitan Opera Ballet” și „Paul Tyler Company”. În anul 1962 a devenit solistă a Baletului Folkwang din Essen, în 1973 a preluat conducerea artistică a „Baletului Scenelor” din Wuppertal, redenumit atunci în „Teatrul de Dans Wuppertal” („Tanztheater Wuppertal”). În această funcțiune este responsabilă în 1975 pentru o nouă abordare a baletului Sacre du Printemps, devenită notorie datorită ruperii radicale de estetica baletului clasic.

## Operă
Limbajul coregrafic al Pinei Bausch se dezvoltă treptat, în strânsă colaborare cu membrii propriului ansamblu. Interpreții au fost încurajați să-și transpună propriile gesturi și trăiri într-un dans caracterizat de emotivitate, izbucniri agresive și elemente iterative. O temă principală a dansurilor este problematica relațiilor interumane. În opera târzie se pot remarca mai des elemente de factură lirică și influențe din alte culturi.

### Selecție de coregrafii
- 1969 Im Wind der Zeit
- 1973 Fritz
Christoph Willibald Gluck: Iphigénie en Tauride
- 1975 Christoph Willibald Gluck: Orfeo ed Euridice
Stravinski: Sacre du Printemps
- 1976 Kurt Weill: Cele șapte păcate capitale
Nu vă temeți
- 1977 Barbă Albastră – inspirată de audierea unei înregistrări a operei „Castelul lui Barbă Albastră“ de Béla Bartók
- 1978 Cafe Müller
Kontakthof
- 1980 1980 – O piesă de Pina Bausch
Bandoneon
- 1982 Garoafe
Vals
- 1984 Auf dem Gebirge hat man ein Geschrei gehört
- 1986 Viktor
- 1994 Tragedie
- 1995 Peste toate vârfurile este liniște
- 1997 Curățitorul de geamuri
- 2004 Nefés
- 2006 Lună plină